# Dvirți, Sokal
Dvirți (în ucraineană Двірці) este localitatea de reședință a comunei Dvirți din raionul Sokal, regiunea Liov, Ucraina.

## Demografie
Componența lingvistică a localității Dvirți
     Ucraineană (99,59%)
     Alte limbi (0,41%)
Conform recensământului din 2001, majoritatea populației localității Dvirți era vorbitoare de ucraineană (99,59%), existând în minoritate și vorbitori de alte limbi.